# Ойнаку
Ойнаку (рум. Oinacu) — село у повіті Джурджу в Румунії. Входить до складу комуни Ойнаку.
Село розташоване на відстані 53 км на південь від Бухареста, 7 км на північний схід від Джурджу.

## Населення
За даними перепису населення 2002 року у селі проживали 2066 осіб. Усі жителі села рідною мовою назвали румунську.
Національний склад населення села:
| Національність | Кількість осіб | Відсоток |
| -------------- | -------------- | -------- |
| румуни         | 2051           | 99,3%    |
| цигани         | 15             | 0,7%     |